# Corixidae
Famille
Les Corixidae (corixidés ou corises) sont une famille d'insectes hétéroptères (punaises) strictement aquatiques. Elles sont proches cousines des notonectes et des nèpes avec lesquels il ne faut pas les confondre. On les rencontre dans les pièces d'eau claire et les ruisseaux parmi la végétation aquatique des rives. Elles possèdent un appareil stridulatoire qui leur vaut le surnom de cigales d'eau.
La France en compte près de 50 espèces, en particulier en Normandie et en Bretagne.

## Description
Les Corixidae se caractérisent par des antennes invisibles depuis en dessus, très courtes, à 4 articles. Le rostre est court, triangulaire, fusionné avec la tête et non mobile, et sans segmentation apparente. Les tarses antérieurs d'un seul article sont modifiés en spatule frangée de longs cils. Les pattes médianes sont très allongées et minces, et aux tarses à 1 ou 2 segments, et de longues griffes; les pattes postérieures sont aplaties, en forme de rame, frangées de cils, à tarses à 2 segments. Le pronotum et les hémélytres sont souvent brunes et rayées de lignes transversales. Le scutellum est recouvert par le pronotum et donc non visible, contrairement aux Micronectidae. Les hémélytres sont relativement uniformes, membrane sans veines,.

## Répartition et habitat
Les Corixidae se rencontrent sur tous les continents, à l'exception de l'Antarctique. Elles vivent dans l'eau douce, mais certaines espèces également dans l'eau saumâtre ou salée, en général stagnantes ou avec peu de courant. Elles occupent des habitats qui diffèrent en fonction de la pression de prédation. Les zones avec de la végétation aquatiques leur permettent de mieux se protéger.

## Écologie
Les Corixidae semblent se nourrir d'algues, de débris végétaux ou de petits invertébrés. Elles les collectent grâce à leurs pattes antérieurs transformées en palettes, pendant que les longues griffes de leurs pattes médianes leur permettent de s'accrocher au substrat. Comme elles volent, elles peuvent également se retrouver dans des mares artificielles ou des piscines, notamment si elles sont attirées par la lumière.
Elles sont prédatées par des poissons, jouant ainsi un rôle intermédiaire pour la faune aquatique.
Les Corixidae se tiennent en général au fond de l'eau, et respirent l'air stocké sous les ailes et autour du corps dans des poils hydrofuges.
Les œufs sont généralement pondus sur la végétation aquatique, et les juvéniles se développent par mues successives.Le cycle de vie peut être annuel ou plus court, comme chez l'espèce invasive Trichocorixa verticalis, avec six générations par année.
Dans certaines régions, les Corixidae peuvent opérer une migration saisonnière entre les zones de marais et les rivières pour répondre aux changements saisonniers ou à des conditions défavorables.

## État, pressions, menaces
Ces espèces ne semblent pas menacées. On a récemment montré qu'elles sont néanmoins très vulnérables à la pollution par la lumière polarisée qui peut pour elles constituer un piège écologique. Quand elles sont en vol à la recherche de nouveaux habitats, elles sont notamment attirées par les bâches plastiques noires disposées dans leur environnement, au coucher du soleil. Elles se jettent sur les bâches semblant les confondre avec de l'eau, et y montrent des comportements natatoires, de reproduction, de ponte avant de mourir en quelques heures, ainsi que leurs pontes (sauf s'il y a des poches d'eau durables). On trouve aussi parfois des cadavres de Corixidae loin des plans d'eau au pied de façades vitrées couvertes de vitres teintées. C'est alors probablement la lumière polarisée qui les a attirées, qu'elles ont confondue avec la lumière polarisée émise par les surfaces en eau.
Elles peuvent être utilisées comme indicateurs de la qualité de l'eau.

## Systématique
Les Corixidae sont une des trois familles de la super-famille des Corixoidea, qui constitue le groupe frère de tous les autres Nepomorpha à l'exception des Nepoidea, leur groupe basal. Pendant longtemps, les Micronectidae et les Diaprepocoridae ont été considérées comme des sous-familles de Corixidae, dont elles sont aujourd'hui retirées et considérées comme deux familles distinctes au sein des Corixoidea, en raison de différences morphologiques significatives.
On distingue au sein des Corixidae quatre sous-familles existantes, et au moins quatre sous-familles fossiles. Les espèces fossiles les plus anciennes remontent au Carnien (début du Trias supérieur), soit à environ 230 millions d'années, découvertes en Chine et en Argentine.

### Position phylogénétique
Selon Ye et al. les Corixidae se situent ainsi dans les Nepomopha: 
- Nepomorpha
  - Nepoidea
  - Autres Nepomorpha
    - Corixoidea
      - Diaprepocoridae
      - 
        - Micronectidae
        - Corixidae

    - Tripartita (Ochteroidea + Pleoidea + Notonectoidea + Naucoroidea)

## Liste des sous-familles et genres
Selon BioLib (2 avril 2022) :
- sous-famille Corixinae Leach, 1815
  - tribu Agraptocorixini Hungerford, 1948
    - genre Agraptocorixa Kirkaldy, 1898

  - tribu Corixini Leach, 1815
    - genre Arctocorisa Wallengren, 1894
    - genre Callicorixa White, 1873
    - genre Cenocorixa Hungerford, 1948
    - genre Centrocorisa Lundblad, 1928
    - genre Coenocorixa Hungerford, 1948
    - genre Corisella Lundblad, 1928
    - genre Corixa Geoffroy, 1762
    - genre Ectemnostega Enderlein, 1912
    - genre Heliocorisa Lundblad, 1928
    - genre Hesperocorixa Kirkaldy, 1908
    - genre Krizousacorixa Hungerford, 1930
    - genre Morphocorixa Jaczewski, 1931
    - genre Neosigara Lundblad, 1928
    - genre Orocorixa Nieser & Padilla, 1992
    - genre Palmacorixa Abbott, 1912
    - genre Paracorixa Poisson, 1957
    - genre Parasigara Poisson, 1957
    - genre Ramphocorixa Abbott, 1912
    - genre Sigara Fabricius, 1775
    - genre Trichocorixa Kirkaldy, 1908
    - genre Trichocorixella Jaczewski, 1931
    - genre Xenocorixa Hungerford, 1947

  - tribu Glaenocorisini Hungerford, 1948
    - genre Dasycorixa Hungerford, 1948
    - genre Glaenocorisa Thomson, 1869
    - genre Monticorixa Štys, 1975
    - genre Pseudoglaenocorisa Jaczewski, 1939

  - tribu Graptocorixini Hungerford, 1948
    - genre Graptocorixa Hungerford, 1930
    - genre Neocorixa Hungerford, 1925
- sous-famille Cymatiainae Walton, 1940
  - genre Cnethocymatia Jansson, 1982
  - genre Cymatia Flor, 1860
- sous-famille Heterocorixinae Hungerford
  - genre Heterocorixa White, 1879
- sous-famille Stenocorixinae Hungerford, 1948
  - genre Stenocorixa Horváth, 1926

### Sous-familles et genres fossiles
Selon BioLib (2 avril 2022) :
- sous-famille †Archaecorixinae Popov, 1968
  - genre †Archaecorixa Popov, 1968
  - genre †Huatingicorixa Hong, 1995
  - genre †Liassocorixa Popov, Dolling & Whalley, 1994
  - genre †Mesocorixa Hong & Wang, 1990
  - genre †Mesosigara Popov, 1971
  - genre †Rhomboidella Mazzoni & Hünicken, 1987
- sous-famille Corixinae Leach, 1815
  - tribu Corixini Leach, 1815
    - genre †Diacorixa Popov, 1971
- sous-famille †Corixonectinae Popov, 1986
  - genre †Corixonecta Popov, 1986
- sous-famille †Diapherininae Popov, 1988
  - genre †Diapherinus Popov, 1966
- sous-famille †Velocorixinae Popov, 1986
  - genre †Bakharia Popov, 1988
  - genre †Bumbacorixa Popov, 1986
  - genre †Corixalia Popov, 1986
  - genre †Coryphocorixa Popov, 2014
  - genre †Cristocorixa Popov, 1986
  - genre †Daohugocorixa Zhang, 2010
  - genre †Haenbea Popov, 1988
  - genre †Jiulongshanocorixa Zhang, 2010
  - genre †Shelopuga Popov, 1988
  - genre †Velocorixa Popov, 1986
  - genre †Yanliaocorixa Hong, 1983
- genre †Corixopsis Hong & Wang, 1990
- genre †Linicorixa Lin, 1980
- genre †Lufengnacta Lin, 1977
- genre †Pseudocorixa Jaczewski, 1931
- genre †Ratiticorixa Lin, 1980
- genre †Siculicorixa Lin, 1980
- genre †Sigaretta Popov, 1971
- genre †Taubarixa Martins-Neto, 1998
- genre †Tauborixella Martins-Neto, 1998
- genre †Tauborixiellopsis Martins-Neto, 1998
- genre †Venacorixa Lin, 1986
- genre †Vulcanicorixa Lin, 1980

### Sous-familles et genres présents en Europe
Selon Fauna Europaea (29 octobre 2021) :
- sous-famille Corixinae
  - Arctocorisa, 2 espèces
  - Callicorixa, 4 espèces
  - Corixa, 5 espèces
  - Heliocorisa, 1 espèces
  - Hesperocorixa, 9 espèces
  - Paracorixa, 1 espèce
  - Parasigara, 6 espèces
  - Sigara 17 espèces
  - Trichocorixa, 1 espèce invasive originaire d'Amérique du Nord[16]
  - Glaenocorisa, 2 espèces
- sous-famille Cymatiainae
  - genre Cymatia Flor, 1860

## Galerie

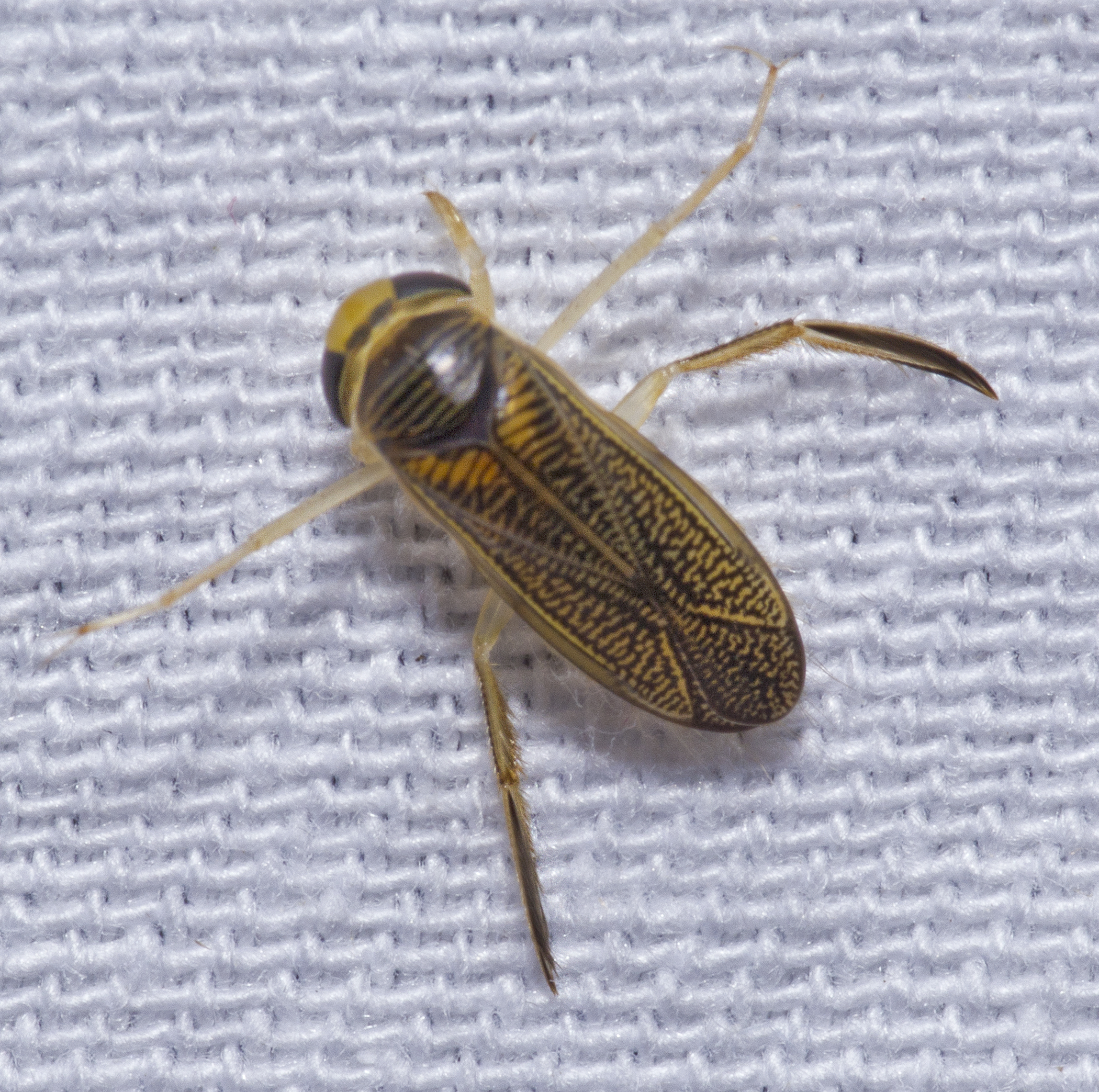
Callicorixa praeusta, GB
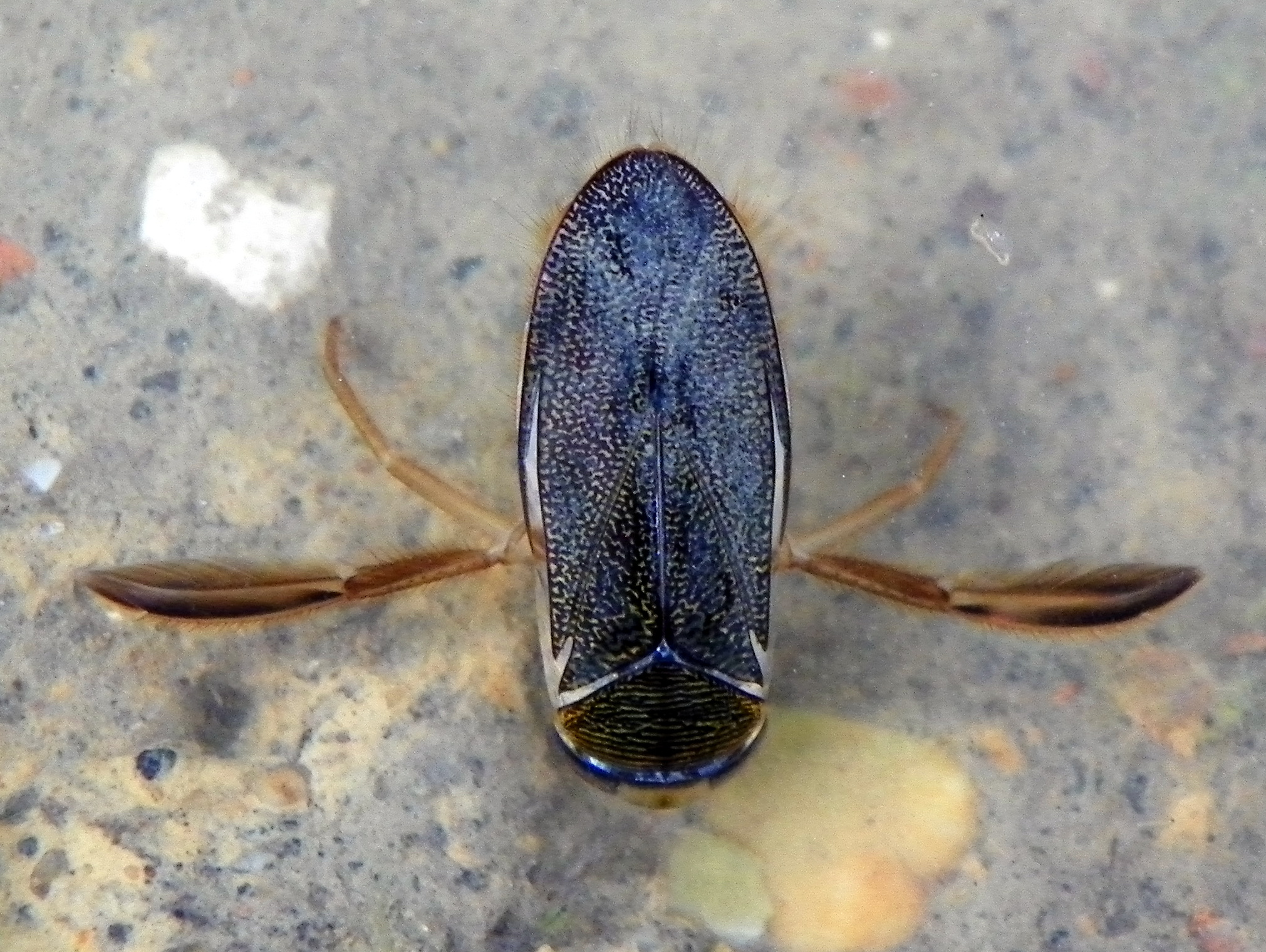
Corixa punctata, GB
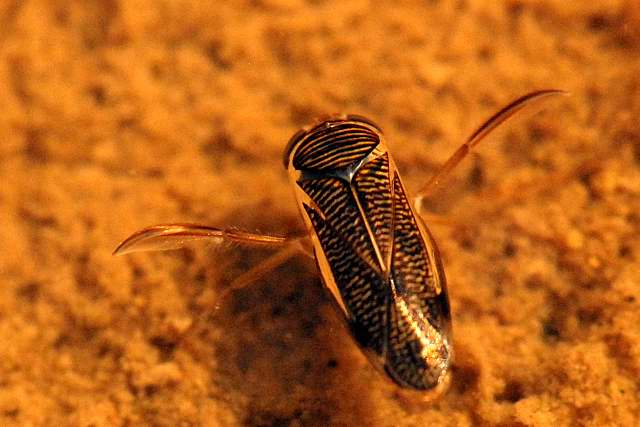
Hesperocorixa castanea, Belgique
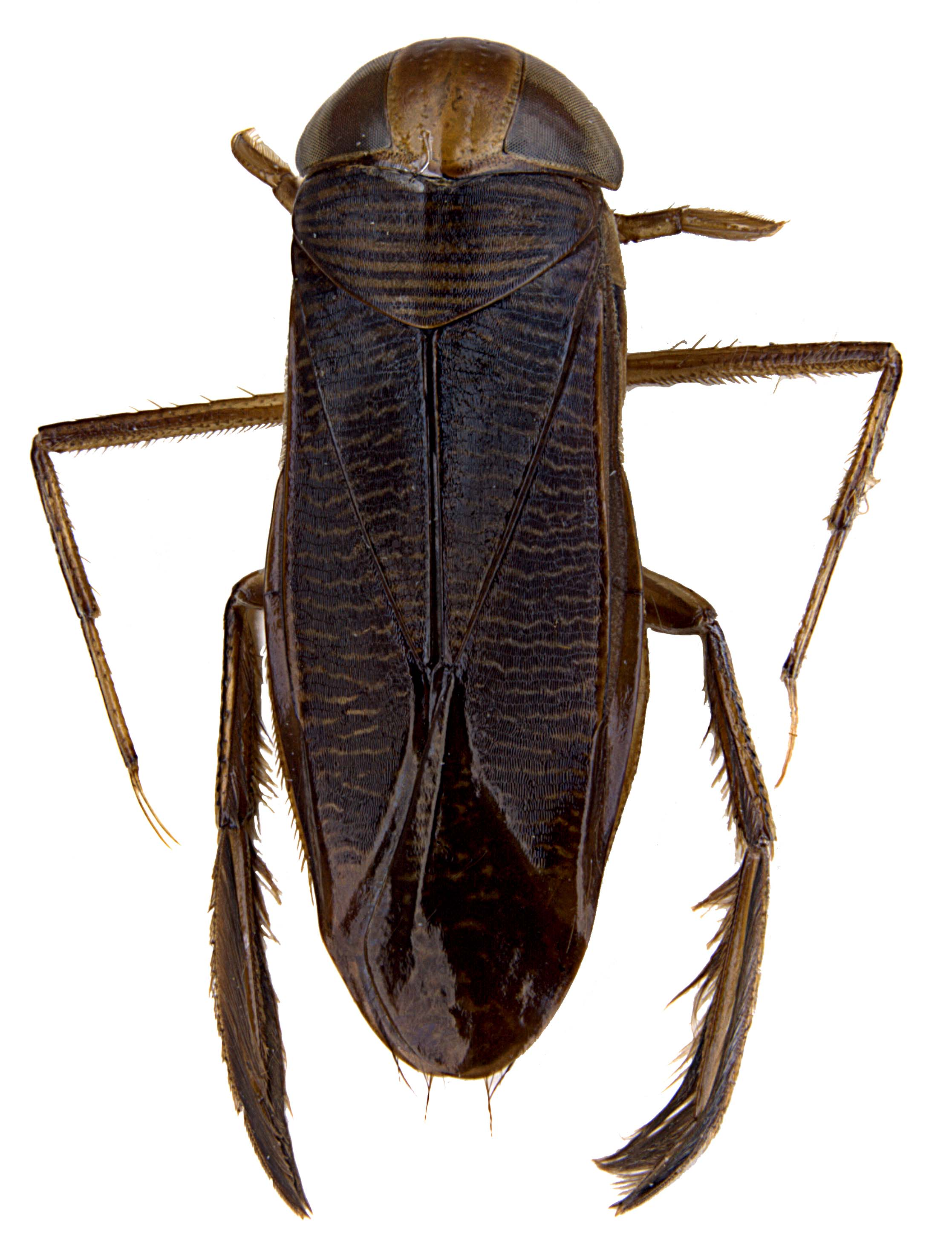
Hesperocorixa sahlbergi
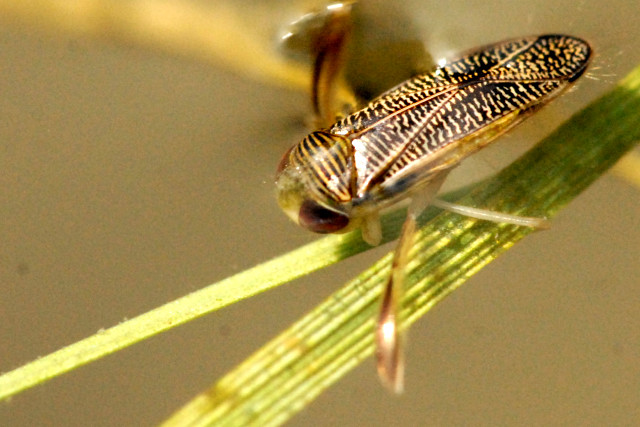
Sigara scotti, Belgique
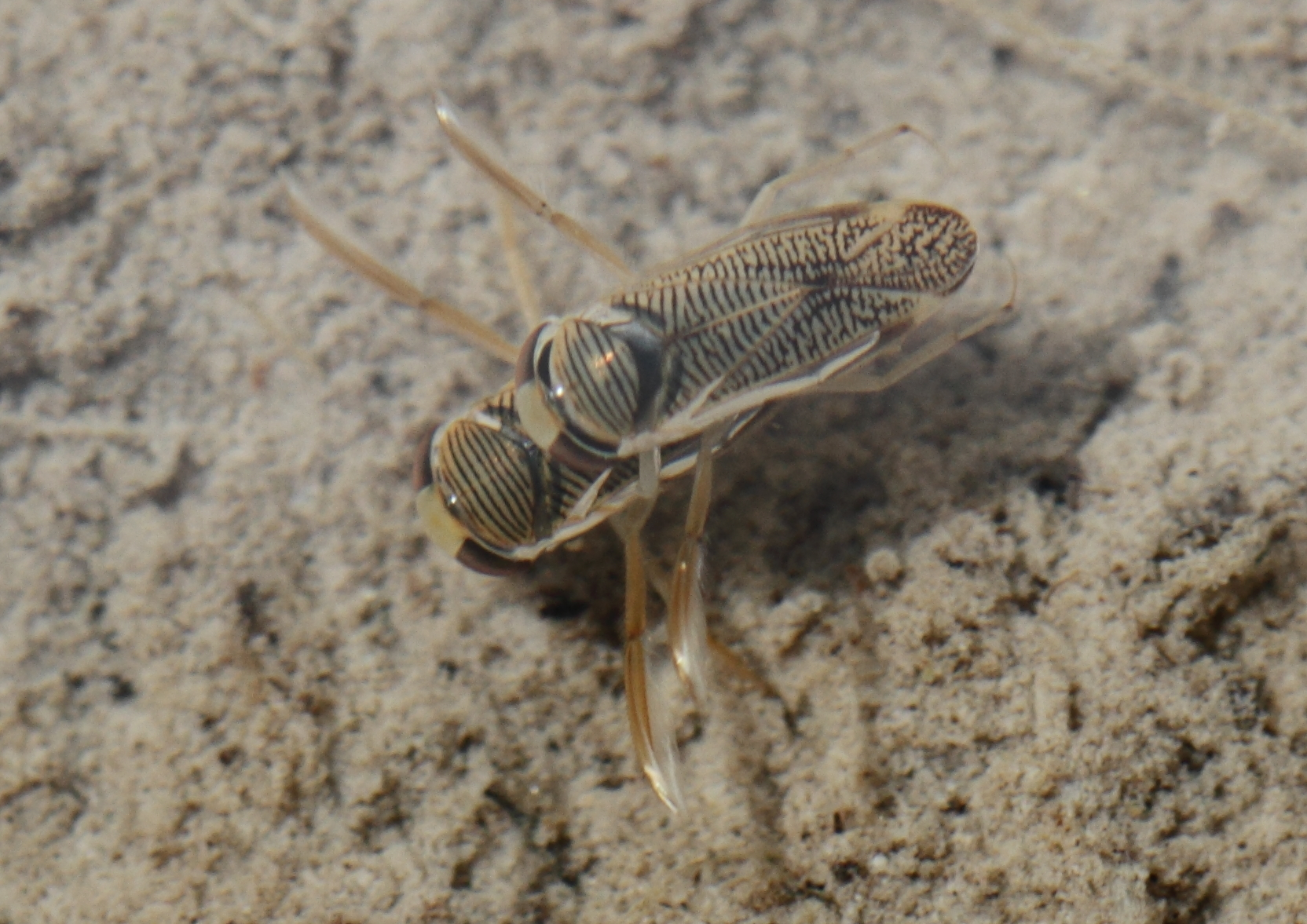
Sigara striata, accouplement, Autriche
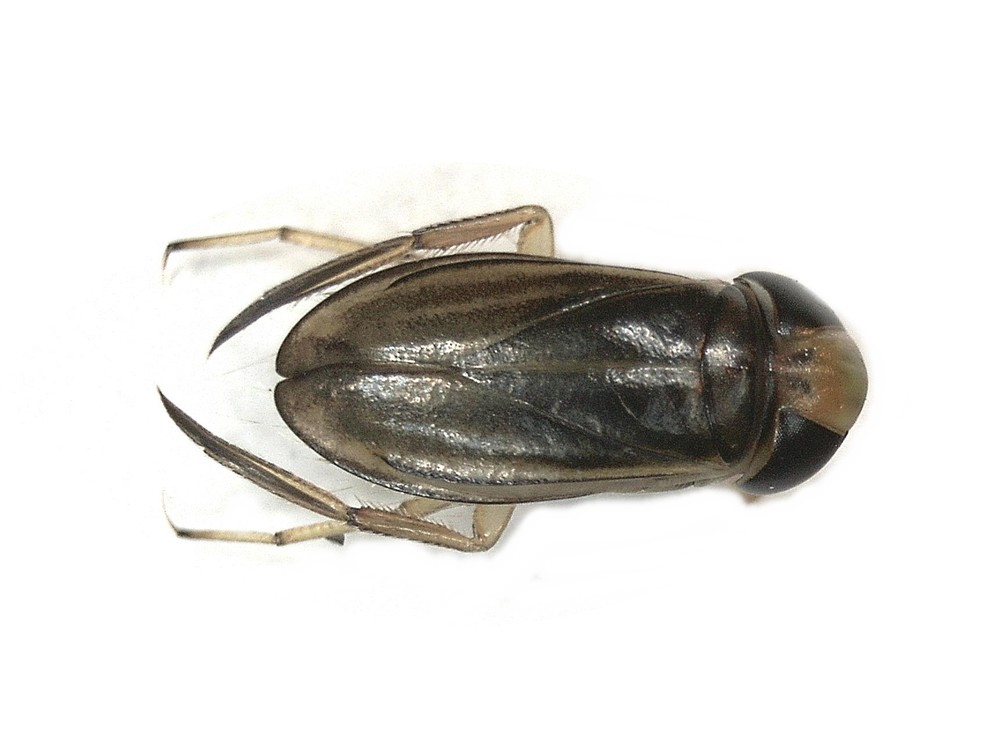
Cymatia coleoptrata, NL, vue dorsale
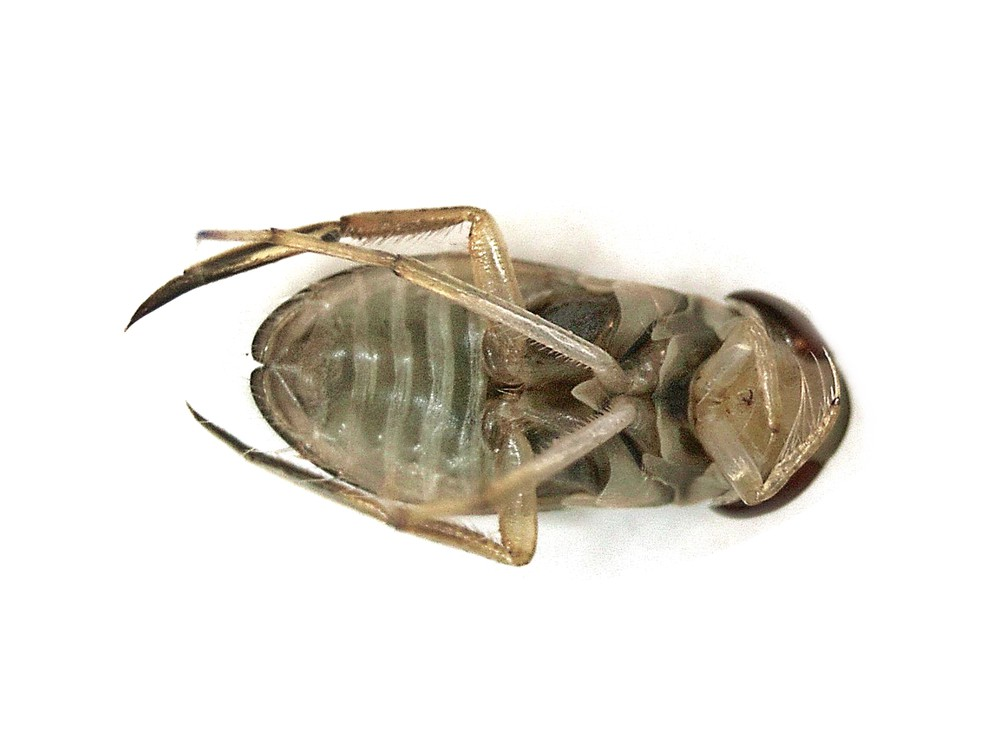
Cymatia coleoptrata, NL, vue ventrale